# Альбін Вайсбах
Альбін Юліус Вайсбах (народився 6 грудня 1833 у Фрайберзі; † 26 лютого 1901 у Наунгофі ) — німецький мінералог.

## Життя і творчість
Альбін Вайсбах народився у Фрайберзі в 1833 році. Його батьком був відомий математик та інженер Юліус Вайсбах. Вайсбах провів дитинство у Фрайберзі і відвідував тут середню школу з 1842 по 1850 рік. З 1850 року після відвідування школи послідувало вивчення мінералогії у Фрайберзькій гірничій академії, де він приєднався до Корпусу Монтанії. Подальші навчальні візити привели Вайсбаха до Лейпцига, Берліна, Геттінгена та Гейдельберга. Його докторська ступінь як Dr. філ. захищена в 1857 році в Гейдельберзькому університеті Рупрехта-Карла.
Того ж року він повернувся до Фрайберга і зайняв посаду асистента Августа Брейтгаупта як викладач мінералогії в Гірничій академії, завершив там свою габілітацію в 1860 році і через три роки став професором фізики. У 1866 році Вайсбах змінив Августа Брейтгаупта і став професором мінералогії.
У 1900 році Вайсбах захворів на нервову хворобу, яка змусила його відмовитися від викладацької діяльності. Він відправився на лікування в психіатричну лікарню в Наунхофі поблизу Лейпцига. Вайсбах помер тут від серцевого нападу в 1901 році. Похований у Донатсфрідгофі у Фрайберзі.